# U.C. Trevigiani Energiapura Marchiol
L'U.C. Trevigiani Energiapura Marchiol è una squadra maschile italiana di ciclismo su strada, fondata nel 1913 e attiva con licenza Continental dal 2014 al 2018 e dal 2025.

## Storia
Nata nel 1913 in Porta San Tomaso, a Treviso, l'Unione Ciclisti Trevigiani è stata attiva per numerose stagioni nella categoria dilettanti prima, in quella Elite/Under-23 poi. Hanno vestito la divisa della squadra, nel corso della ormai centenaria storia, tra gli altri, atleti come Adolfo Grosso, Giovanni Roma, Giovanni Pinarello, Aurelio Cestari, Pietro Zoppas, Vendramino Bariviera, Guido De Rosso.
Negli anni recenti la squadra, sotto la direzione di Mirko Rossato, ha vinto un campionato del mondo su strada Under-23, con Francesco Chicchi nel 2002, un campionato del mondo di ciclocross Under-23 con Enrico Franzoi nel 2003 e tre Giri d'Italia Dilettanti/Under-23 con Roberto Sgambelluri (1996), Raffaele Ferrara (2000) e Mattia Cattaneo (2011). Hanno vestito la divisa bianconerazzurra anche ciclisti come Franco Pellizotti, Alessandro Ballan, Giacomo Nizzolo e Marco Coledan.
Nel 2010 il gruppo sportivo si fonde con la Bottoli-Nordelettrica-Ramonda, dando vita alla Trevigiani-Dynamon-Bottoli. Nel 2014 la formazione acquisisce la licenza di UCI Continental Team, diventando MG.K Vis-Wilier-Trevigiani-Norda, e spostando da Treviso sia sede (a Bonemerse) che attività sportive (a Pozzonovo), queste ultime passate in mano a Marco Milesi. Risale allo stesso 2014 la storica partecipazione del team alla cronometro a squadre dei campionati del mondo di Ponferrada, conclusa al 25º posto su 29 formazioni al via.
Nel 2015 MG.K Vis passa a sponsorizzare la marchigiana Vega-Hotsand; la squadra prende perciò la denominazione Unieuro-Wilier-Trevigiani grazie all'ingresso in società della catena Unieuro. Nel 2016 la formazione ottiene quindici vittorie, affermandosi nel panorama Continental europeo e come miglior squadra italiana di categoria. Nel 2017, a seguito della fusione con il gruppo sportivo bulgaro Hemus 1896, la squadra assume licenza Continental bulgara e la denominazione Unieuro Trevigiani-Hemus 1896.
Nel 2019, con l'abbandono di Hemus 1896, avviene la fusione con la marchigiana Sangemini-MG.Kvis, formando la Sangemini Trevigiani MG.K Vis, nuova formazione di categoria Continental che raccoglie l'eredità dello storico team Trevigiani. Il sodalizio si conclude a fine 2020; dal 2021 la società è nuovamente attiva con una propria squadra Elite/Under-23 denominata U.C. Trevigiani Campana Imballaggi Geo&Tex 2000.

## Cronistoria

### Annuario
| Anno    | Codice                                    | Nome                                                            | Cat.                                      | Biciclette                                | Dirigenza |
| ------- | ----------------------------------------- | --------------------------------------------------------------- | ----------------------------------------- | ----------------------------------------- | --- |
| 2000    | -                                         | U.C. Trevigiani                                                 | Elite 2                                   | ?                                         | Dir. sportivi: ? |
| 2001    | -                                         | U.C. Trevigiani                                                 | Elite 2                                   | ?                                         | Dir. sportivi: ? |
| 2002    | -                                         | U.C. Trevigiani                                                 | Elite 2                                   | ?                                         | Dir. sportivi: ? |
| 2003    | -                                         | U.C. Trevigiani-Dynamon                                         | Elite 2                                   | ?                                         | Dir. sportivi: ? |
| 2004    | -                                         | U.C. Trevigiani-Dynamon                                         | Elite 2                                   | ?                                         | Dir. sportivi: ? |
| 2005    | -                                         | U.C. Trevigiani-Dynamon                                         | Elite 2                                   | ?                                         | Dir. sportivi: ? |
| 2006    | -                                         | U.C. Trevigiani-Dynamon                                         | Elite 2                                   | ?                                         | Dir. sportivi: ? |
| 2007    | -                                         | U.C. Trevigiani-Dynamon                                         | Elite 2                                   | ?                                         | Dir. sportivi: ? |
| 2008    | -                                         | U.C. Trevigiani                                                 | Elite 2                                   | ?                                         | Dir. sportivi: ? |
| 2009    | -                                         | U.C. Trevigiani                                                 | Elite 2                                   | ?                                         | Dir. sportivi: ? |
| 2010    | -                                         | U.C. Trevigiani-Dynamon-Bottoli                                 | Elite 2                                   | Wilier Triestina                          | Dir. sportivi: Mirko Rossato                                                                                          |
| 2011    | -                                         | U.C. Trevigiani-Dynamon-Bottoli                                 | Elite 2                                   | Wilier Triestina                          | Dir. sportivi: Mirko Rossato                                                                                          |
| 2012    | -                                         | U.C. Trevigiani-Dynamon-Bottoli                                 | Elite 2                                   | Wilier Triestina                          | Dir. sportivi: Mirko Rossato, Andrea Giacomin, Marco Milesi                                                           |
| 2013    | -                                         | U.C. Trevigiani-Dynamon-Bottoli                                 | Elite 2                                   | Wilier Triestina                          | Dir. sportivi: Mirko Rossato, Andrea Giacomin, Marco Milesi, Sandro Callari, Filippo Carpanese                        |
| 2014    | MGK                                       | MG.K Vis-Trevigiani (fino a giugno) MG.K Vis-Wilier (da luglio) | CT                                        | Wilier Triestina                          | Manager: Ettore Renato Barzi Dir. sportivi: Andrea Giacomin, Marco Milesi, Angelo Baldini                             |
| 2015    | UNI                                       | Unieuro-Wilier                                                  | CT                                        | Wilier Triestina                          | Manager: Ettore Renato Barzi Dir. sportivi: Marco Milesi, Andrea Giacomin, Massimo Rabbaglio                          |
| 2016    | UNI                                       | Unieuro-Wilier                                                  | CT                                        | Wilier Triestina                          | Manager: Ettore Renato Barzi Dir. sportivi: Andrea Giacomin, Marco Milesi                                             |
| 2017    | UNI                                       | Unieuro Trevigiani-Hemus 1896                                   | CT                                        | Wilier Triestina                          | Manager: Todor Kolev Dir. sportivi: Marco Milesi, Cristiano Fumagalli, Andrea Giacomin, Mirko Rossato, Sergej Velikov |
| 2018    | UNI                                       | Trevigiani Phonix-Hemus 1896                                    | CT                                        | Wilier Triestina                          | Manager: Todor Kolev Dir. sportivi: Mirko Rossato, Emiliano Donadello, Volodymyr Starčyk, Sergej Velikov              |
| 2019-20 | attiva come Sangemini Trevigiani MG.K Vis | attiva come Sangemini Trevigiani MG.K Vis                       | attiva come Sangemini Trevigiani MG.K Vis | attiva come Sangemini Trevigiani MG.K Vis | attiva come Sangemini Trevigiani MG.K Vis                                                                             |
| 2021    | -                                         | U.C. Trevigiani Campana Imballaggi                              | Elite 2                                   | KTM                                       | Dir. sportivi: Alessandro Coden, Emiliano Donadello                                                                   |
| 2022    | -                                         | U.C. Trevigiani Energiapura Marchiol                            | Elite 2                                   | Guerciotti                                | Dir. sportivi: Luciano Marton, Franco Lampugnani, Mirco Lorenzetto, Francesco Benedet, Luca Massa                     |
| 2023    | -                                         | U.C. Trevigiani Energiapura Marchiol                            | Elite 2                                   | Guerciotti                                | Dir. sportivi: Luciano Marton, Franco Lampugnani, Mirco Lorenzetto, Francesco Benedet, Luca Massa                     |
| 2024    | -                                         | U.C. Trevigiani Energiapura Marchiol                            | Elite 2                                   | Guerciotti                                | Dir. sportivi: Luciano Marton, Franco Lampugnani, Mirco Lorenzetto, Francesco Benedet, Luca Massa                     |
| 2025    | UTC                                       | U.C. Trevigiani Energiapura Marchiol                            | Continental                               | Bottecchia                                | Presidente: Ettore Renato Barzi Dir. sportivi: Filippo Rocchetti, Mauro Busato, Mirco Lorenzetto                      |

## Palmarès
Aggiornato al 31 dicembre 2021.

### Grandi Giri
- Giro d'Italia

Partecipazioni: 0
- Tour de France

Partecipazioni: 0
- Vuelta a España

Partecipazioni: 0

### Altri successi
- Campionati del mondo su strada: 1

2002, Under-23 (Francesco Chicchi, Italia)
- Campionati del mondo di ciclocross: 1

2003, Under-23 (Enrico Franzoi, Italia)

## Organico 2025
Aggiornato al 1° gennaio 2025.

### Staff tecnico
|  | Naz.              | Ruolo | Sportivo          |  |  |  |
|  | ----------------- | ----- | ----------------- |  |  |  |
|  | Italia (bandiera) | DS    | Luciano Marton    |  |  |  |
|  | Italia (bandiera) | DS    | Franco Lampugnani |  |  |  |
|  | Italia (bandiera) | DS    | Mirco Lorenzetto  |  |  |  |
|  | Italia (bandiera) | DS    | Francesco Benedet |  |  |  |
|  | Italia (bandiera) | DS    | Luca Massa        |  |  |  |

### Rosa
|  | Naz.                 |  | Sportivo             | Anno |  |  |
|  | -------------------- |  | -------------------- | ---- |  |  |
|  | Italia (bandiera)    |  | Nicholas Agostini    | 2000 |  |  |
|  | Italia (bandiera)    |  | Tommaso Bambagioni   | 2005 |  |  |
|  | Italia (bandiera)    |  | Tommaso Cafueri      | 2005 |  |  |
|  | Italia (bandiera)    |  | Marco Cao            | 2002 |  |  |
|  | Italia (bandiera)    |  | Giacomo Cazzola      | 2002 |  |  |
|  | Italia (bandiera)    |  | Maurizio Cetto       | 2003 |  |  |
|  | Italia (bandiera)    |  | Alessandro Da Ros    | 2004 |  |  |
|  | Italia (bandiera)    |  | Riccardo Fabbro      | 2006 |  |  |
|  | Italia (bandiera)    |  | Tommaso Farsetti     | 2005 |  |  |
|  | Italia (bandiera)    |  | Luca Fraticelli      | 2005 |  |  |
|  | Italia (bandiera)    |  | Francesco Furlan     | 2000 |  |  |
|  | Italia (bandiera)    |  | Marco Grendene       | 2002 |  |  |
|  | Italia (bandiera)    |  | Samuele Massolin     | 2006 |  |  |
|  | Argentina (bandiera) |  | Marcos Mendez        | 1998 |  |  |
|  | Italia (bandiera)    |  | Samuele Mion         | 2003 |  |  |
|  | Italia (bandiera)    |  | Lorenzo Montanari    | 2004 |  |  |
|  | Italia (bandiera)    |  | Raffaele Mosca       | 2003 |  |  |
|  | Italia (bandiera)    |  | Emanuele Onesti      | 1995 |  |  |
|  | Italia (bandiera)    |  | Davide Ongaro        | 2001 |  |  |
|  | Italia (bandiera)    |  | Cristofer Pellegrini | 2002 |  |  |
|  | Italia (bandiera)    |  | Fabrizio Perin       | 2003 |  |  |
|  | Italia (bandiera)    |  | Jacopo Samogizio     | 2003 |  |  |
|  | Italia (bandiera)    |  | Samuel Slomp         | 2001 |  |  |
|  | Italia (bandiera)    |  | Marco Vettorel       | 2001 |  |  |